# Quint Atri Cloni
Quint Atri Cloni (en llatí Quintus Atrius Clonius) va ser governador de la Tarraconense entre el 222 i el 235.